# Alonso Alfaro
Alonso Alfaro (¿? -Madrid, 29 de junio de 1643) fue un sacerdote, dramaturgo y poeta español de la primera mitad del siglo XVII.

## Biografía
Miembro del estamento eclesiástico, es conocido por haber sido un notable poeta lírico y cómico. El 29 de junio de 1643 asistía a una fiesta de la Congregación de Sacerdotes Naturales de Madrid en celebración de su patrono, el apóstol San Pedro, y una vez que fue admitido como miembro, ya vuelto a su casa falleció súbitamente en ese mismo día; el siguiente los miembros de esa congregación asistieron a su entierro. Entre sus obras hay una elegía "A la muerte de frey Lope Félix de Vega Carpio" que está en la Fama póstuma (1636) de Juan Pérez de Montalbán. Guillermo Díaz-Plaja cuenta que escribió cerca de ochenta comedias, pero Cayetano Alberto de la Barrera solo citó El valeroso Aristómenes Mesenio, publicada en la Parte treinta y una de las mejores comedias que hasta hoy han salido... (Barcelona, 1638) y en otras compilaciones, y además El hombre de Portugal, La Virgen de Salceda y La Virgen de la Soledad. Fue uno de los autores de la comedia de varios ingenios La luna africana.